# 1005
1005 (MV) fue un año común comenzado en lunes del calendario juliano.

## Acontecimientos
- Kazán, fundación de la ciudad.
- Malcolm II sucede a Kenneth III como rey de Escocia.
- Pomerania se subleva contra la iglesia.
- Schaffhausen empieza a acuñar sus propias monedas.

## Nacimientos

### Junio
- 20 de junio - Ali az-Zahir, califa (murió en 1036)

### Fechas desconocidas
- Isaac I Comneno, emperador bizantino.
- Macbeth de Escocia (fecha aproximada)
- Mahmud al-Kashgari, erudito karanjánida.
- Berta de Blois, duquesa consorte de Bretaña y condesa consorte de Maine.
- Berenguer Ramón I, conde de Barcelona.

## Fallecimientos

### Marzo
- 25 de marzo - Kenneth III de Escocia, muerto en la batalla de Monzievaird.

### Fechas desconocidas
- Abe no Seimei, onmyōji japonés (fecha aproximada)
- Adalberón II de Metz, obispo de Verdún y Metz.
- Cynan ap Hywel, gobernante de Gwynedd.
- Einar Suðringur, caudillo vikingo y bóndi.
- Helgi Ásbjarnarson, caudillo vikingo.
- Kenneth III de Escocia, rey de Escocia.
- Ragnald Godfredsson, rey vikingo de Mann.
- Sigmundur Brestisson, cacique feroés (asesinado)
- Torir Beinisson, vikingo.